# Geneviève Grad
Geneviève Grad (Párizs, 1944. július 5. – La Chaussée-Saint-Victor, 2024. november 8.) francia színésznő.
Ő játszotta Lütyő őrmester lányát A Saint Tropez-i csendőr című francia vígjáték első három részében (1964-1968).

## Élete és pályafutása
Geneviève Grad nem szándékozott színésznővé válni, hanem táncos akart lenni. A producerek 15 éves korában figyeltek fel rá. Ezután Rómába utazott, hogy próbadarabokat készítsen Alberto Lattuada I dolci inganni (1960) című filmjéhez, de nem választották ki. Azonban ezt követően Michel Boisrond felfigyelt rá, és megkapta Martine Carol lányának szerepét az "Un soir sur la plage" című filmjében. A szerepek ezután egymást követték. Az 1960-as és 1970-es években televíziós filmeket és sorozatokat készített.
1964 és 1968 között Franciaországban Nicole Cruchot, (Louis de Funès) lányának szerepével szerzett nevet a csendőr sorozat három filmjében.
Az 1970-es években számos munkahelyen dolgozott. Kilenc évig a TF1 produkciós asszisztense, majd régiségkereskedő. Vendôme városában is dolgozott, ahol kulturális eseményeket szervezett
Egyes adatok szerint Geneviève Gradnak viszonya volt Marc Simenon rendezővel, akivel 1964-ben találkozott a Saint-Tropez-i csendőr forgatásán.

## Magánélete és halála
Az 1970-es években találkozott Igor Bogdanoffal, aki akkoriban Saint-Lary családi kastélyában élt. Romantikus kapcsolatuk lett, ebből a kapcsolatból született 1976-ban gyermekük, Dimitri. Jean Guillaume építész 1993 tavaszán, 11 év együttélés után vette feleségül.
2024. november 8-án, 80 éves korában halt meg rákban.

## Filmjei

### Mozifilmek
- 1961 : Fracasse kapitány (Le Capitaine Fracasse) : Isabelle
- 1961 : Un soir sur la plage : Sylvie
- 1962 : La Bataille de Corinthe (Il Conquistatore di Corinto) : Hebe
- 1962 : Arsène Lupin contre Arsène Lupin : Catherine
- 1962 : Les Vikings attaquent (I Normanni) : Svetania
- 1962 : L’Empire de la nuit : La fille
- 1963 : Hercule contre Moloch (Ercole contro Molock) : Pasiphaé
- 1963 : Héros de Babylone (L'Eroe di Babilonia) : Tamira
- 1963 : Sandokan – Le Tigre de Bornéo (Sandokan, la tigre di Mompracem) : Mary Ann
- 1964 : Alerte à Gibraltar (Gibraltar) : Cathy Maxwell
- 1964 : A Saint Tropez-i csendőr : Nicole Cruchot
- 1965 : A csendőr New Yorkban : Nicole Cruchot
- 1966 : Su nombre es Daphne
- 1967 : Le Fossé
- 1968 : Le Démoniaque : Lise
- 1968 : A csendőr nősül : Nicole Cruchot
- 1970 : Palais des anges érotiques et des plaisirs secrets (O Palácio dos Anjos)
- 1970 : OSS 117 prend des vacances : Paulette Balestri
- 1972 : Flash Love
- 1977 : Libertés sexuelles : Jeanne
- 1977 : Le Maestro : Corinne
- 1980 : Comme une femme : La sœur d'Olivier
- 1980 : Voulez-vous un bébé Nobel ? : Marie-Dominique
- 1983 : Ça va pas être triste : L'avocate

### Televíziós filmek
- 1964 : L'Enlèvement d'Antoine Bigut (TV) : Adélaïde
- 1965 : Chambre à louer (série TV) : Anne Dulac
- 1965 : Frédéric le gardian (série TV) : Virginie
- 1967 : Quand la liberté venait du ciel (série TV) : Hélène
- 1967 : Au théâtre ce soir : Ami-ami : Marie-Josèphe
- 1969 : Agence intérim (série TV) : Mireille
- 1975 : Au théâtre ce soir : La moitié du plaisir : Gisèle Palerse
- 1978 : Voltaire (ou Ce diable d'homme) (feuilleton TV)
- 1980 : La Vie des autres (série TV) : Aliki (épisode "La Crétoise")
- 1980 : La Pharisienne (TV) : La comtesse de Mirbel

## Fordítás
- Ez a szócikk részben vagy egészben  a   Geneviève Grad című francia Wikipédia-szócikk fordításán alapul.  Az eredeti cikk szerkesztőit annak laptörténete sorolja fel. Ez a jelzés csupán a megfogalmazás eredetét és a szerzői jogokat jelzi, nem szolgál a cikkben szereplő információk forrásmegjelöléseként.